# 埔里石珠
23°57′59″N 120°56′50″E / 23.966426°N 120.947090°E
埔里石珠，是原位於臺灣南投縣埔里鎮愛蘭橋旁的礫石丘，具風水傳說，2001年桃芝颱風後施工意外毀去，今為仿製品。

## 原貌
在埔里鎮愛蘭橋東邊上游15公尺南烘溪、桃米溪交會處，原有一處被稱為「埔里石珠」、「埔里之珠」的礫石土丘。此石地基約7平方公尺，高3公尺。上生鳥榕等草木，如溪床上的一座盆景。遠古的埔里遭烏溪侵襲切穿，形成愛蘭台地及牛相觸地形，此石珠即是侵蝕地形造成的礫石殘丘。
附近還有一座沒有護欄的水泥橋，方便農民從南村坪仔頂越過南烘溪往珠格里、溪南里去耕作，以此取名叫「石珠橋」。

## 傳說
埔里早期為湖泊，使得入口的愛蘭台地狀似一艘船。台地東邊的愛蘭橋、醒靈寺一帶被稱為「船首」，鐵山里一帶則稱為「船尾」。船身包括埔里基督教醫院、埔里高中、愛蘭國小、大馬璘遺址、公墓等。東邊的埔里石珠、與西側的巨石便像是碼頭的繫船石。在當地有「埔里窟有入無出」、「大船載入有入無出」等風水傳說，指埔里石珠穩住了大船、守住當地的錢財。

## 維護
二次世界大戰期間，西邊的巨石被轟炸機炸毀，僅存東邊的埔里石珠。後來進行溪床整治，埔里石珠便處在南烘溪攔砂壩、桃米溪攔砂壩之間。
2001年桃芝颱風，南烘溪水暴漲，沖走河床堆放賑災物資的貨櫃屋，致撞壞愛蘭橋施工便橋，影響埔里人出入。石珠橋也被沖毀。8月2日，公路局第二區工程處埔里工務段為搶修便橋，將埔里石珠用挖土機剷平，作為溪床的墊腳路。以高兆佑擔任會長、7月28日才成立的埔里采風協會，便展開要求工務段重建的活動。8日，高兆佑等二、三十人到埔里石珠被剷平的地點抗議。
埔里石珠的風水傳說之一是指外地人來埔里後會習慣於氣候環境，以此長居。2002年，受之前九二一地震、桃芝颱風影響，造成人口繼續紛紛外移。因地方議論認為石珠被剷除會造成不良影響、又被地方文史工作者反應，工務段參考舊照片與耆老意見，於2003年9月13日重建。為擋住抵擋水流沖蝕，內部埋設十根鋼骨，並深入地下1公尺、高3公尺、寬5公尺。同年12月27日，鎮長馬文君、鎮代主席潘淑玫主持揭幕式。
至2016年報導時，重建的石珠已隱沒河床地雜草間。愛蘭社區居民曾盼相關單位整頓環境，並增設能讓年輕一輩了解在地歷史文化的解說牌。